# ZLM Tour 2018
De 23e editie van de wielerwedstrijd ZLM Tour werd gehouden op 14 april 2018. De start en finish waren in Goes. De wedstrijd maakte deel uit van de UCI Europe Tour en de UCI Nations' Cup U23, in de categorie 1.Ncup. De Italiaan Matteo Moschetti volgde de Brit Christopher Lawless op als winnaar.

## Uitslag
| Plaats  | Naam              | Tijd     |
| ------- | ----------------- | -------- |
| Winnaar | Matteo Moschetti  | 4u07'57" |
| 2       | Sasha Weemaes     | z.t.     |
| 3       | Max Kanter        | z.t.     |
| 4       | Pierre Barbier    | z.t.     |
| 5       | Žiga Jerman       | z.t.     |
| 6       | Sergej Rostovtsev | z.t.     |
| 7       | Rui Oliveira      | z.t.     |
| 8       | Moreno Marchetti  | z.t.     |
| 9       | Giovanni Lonardi  | z.t.     |
| 10      | Aaron Grosser     | z.t.     |
| 11      | Alberto Dainese   | z.t.     |
| 12      | Jonas Rutsch      | z.t.     |
| 13      | Gerben Thijssen   | z.t.     |
| 14      | Lionel Taminiaux  | z.t.     |
| 15      | Matthew Walls     | z.t.     |
| 16      | Gabriel Cullaigh  | z.t.     |
| 17      | Lukas Rüegg       | z.t.     |
| 18      | Jim Lindernburg   | z.t.     |
| 19      | Youri van Iersel  | z.t.     |
| 20      | Timo de Jong      | z.t.     |

 Ronde van de Belofte · 
 Aziatische kampioenschappen · 
 Oceanische kampioenschappen · 
 Gent-Wevelgem/Kattekoers-Ieper · 
 Ronde van Vlaanderen voor beloften · 
 ZLM Tour · 
 Grote Prijs Priessnitz spa · 
 Europese kampioenschappen · 
 Ronde van de Toekomst